# VACANCY (Kyleeの曲)
「VACANCY」は、アメリカ出身の女性歌手Kyleeのインディーズ1stシングル。2008年12月3日にUKプロジェクト傘下のインディーズレーベルRX-RECORDSより発売。

## 概要
アメリカ人の父と日本人の母に生まれたアリゾナ州出身のKyleeの14歳の時のインディーズデビューシングル。
表題曲「VACANCY」は、BONES制作のアニメ『亡念のザムド』のED曲に採用された。
表題曲の作曲はインディーズ・エモシーンの中心的バンドによるNature Livingで、作詞はKylee本人による。カップリング曲の作詞作曲はアメリカ人のプロデューサーLinus of Hollywoodが手掛けた。

## 収録曲
| #         | タイトル    | 作詞                           | 作曲・編曲                     | 時間  |
| --------- | ----------- | ------------------------------ | ------------------------------ | ----- |
| 1.        | 「Vacancy」 | Kylee                          | Nature Living                  | 4:36  |
| 2.        | 「Justice」 | Linus of Hollywood             | Linus of Hollywood             | 3:22  |
| 3.        | 「Plan B」  | Linus of Hollywood & Jay O'Sea | Linus of Hollywood & Jay O'Sea | 3:55  |
| 合計時間: | 合計時間:   | 合計時間:                      | 合計時間:                      | 11:53 |